# Lua (kislemez)
A Lua a Bright Eyes egy dala az I’m Wide Awake, It’s Morning albumról, egyben harmadik kislemezük, amelyet 2004. október 26-án adott ki a Saddle Creek Records.
A Lua szövege két, depresszióval és függőségekkel küzdő személy végeérhetetlen éjszakájáról szól. A dalban Conor Oberst énekel és gitározik is.
A Rolling Stone a 2000-es évek legjobb dalait tartalmazó listáján a 89. helyre sorolta. A Lua dal szerepel a 2015-ös Life Is Strange játékban.

## Számlista
Az összes dal szerzője Conor Oberst, kivéve az I Woke Up with This Song in My Head This Morning számot, amelyet Alex McManus írt. 
| 1.    | Lua                                              | 4:32 |
| 2.    | Well Whiskey                                     | 4:11 |
| 3.    | I Woke Up with This Song in My Head This Morning | 3:55 |
| 4.    | True Blue                                        | 3:30 |
| 16:05 |                                                  |      |

## Szereplések
- Acoustic 07 (V2 Records, 2007)
- Dark Was the Night (Red Hot Organization, 2009)

## Közreműködők
- Conor Oberst – ének, gitár, zongora, billentyűk
- Mike Mogis – pedal steel gitár, bendzsó, producer
- Nate Walcott – trombita
- Alex McManus – ének, gitár
- Jason Boesel – dob
- Matt Maginn, Tim Luntzel – basszusgitár
- Nick White – orgona
- Sean Cole – szájharmonika

## Fordítás
Ez a szócikk részben vagy egészben  a   Lua (song) című angol Wikipédia-szócikk ezen változatának fordításán alapul.  Az eredeti cikk szerkesztőit annak laptörténete sorolja fel. Ez a jelzés csupán a megfogalmazás eredetét és a szerzői jogokat jelzi, nem szolgál a cikkben szereplő információk forrásmegjelöléseként.